# Distretto di Buka
Il distretto di Buka (usbeco Bo`ka) è uno dei 15 distretti della Regione di Tashkent, in Uzbekistan. Il capoluogo è Buka.